# Schmalblättriger Kalmus
|  | Dieser Artikel wurde aufgrund von formalen oder inhaltlichen Mängeln in der Qualitätssicherung Biologie zur Verbesserung eingetragen. Dies geschieht, um die Qualität der Biologie-Artikel auf ein akzeptables Niveau zu bringen. Bitte hilf mit, diesen Artikel zu verbessern! Artikel, die nicht signifikant verbessert werden, können gegebenenfalls gelöscht werden. Lies dazu auch die näheren Informationen in den Mindestanforderungen an Biologie-Artikel. |

Der Schmalblättrige Kalmus (Acorus gramineus), auch Zwerg-Kalmus, Grasartiger Kalmus oder Graskalmus genannt, ist eine Pflanzenart aus der Gattung Kalmus (Acorus) innerhalb der Familie Kalmusgewächse (Acoraceae). Diese Sumpfpflanze kommt in Ostasien, unter anderem China, vor.

## Beschreibung

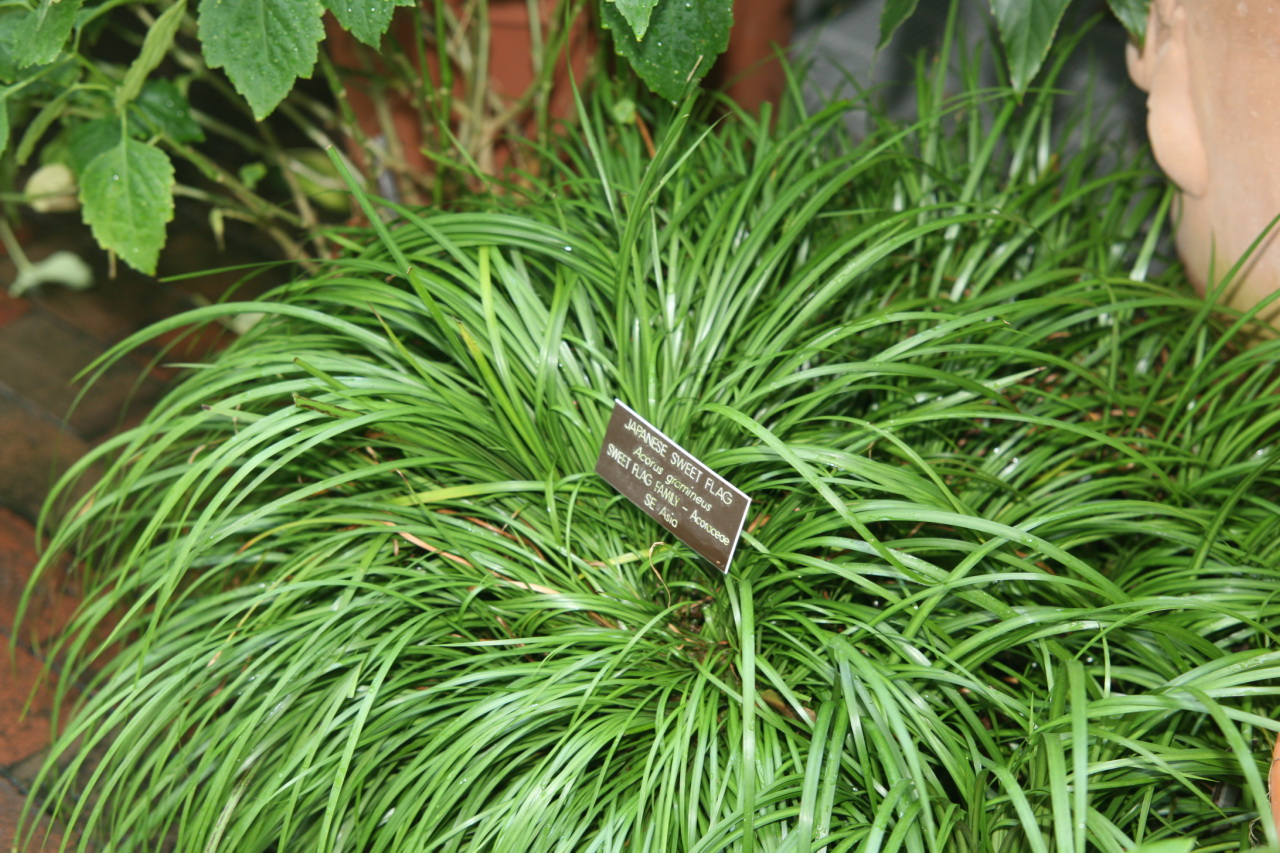
Habitus als Zierpflanze

### Vegetative Merkmale
Der Schmalblättrige Kalmus ist eine ausdauernde krautige Pflanze. Sie bildet schlanke  5 bis 10 Zentimeter lange und 4 bis 6 (bis 8) Millimeter dicke Rhizome.
Die dunkel-grünen Laubblätter sind bei einer Länge von meist 20 bis 45 (15 oder bis 55) Zentimetern linealisch (ensiform) und haben keine Mittelrippe.

### Generative Merkmale
Die Blütezeit reicht in China von Februar bis Juli; Fruchtzeit ist Juli bis August. Die Spatha ist 10 bis 24 Zentimeter lang und 2 bis 4 Millimeter breit und blattartig. Der kolbige Blütenstand ist gerade oder leicht gekrümmt und zylindrisch; er ist meist 4 bis 10 (bis 14) Zentimeter lang, 4 bis 6 Millimeter breit und dicht mit Blüten besetzt.
Die zwittrigen Blüten sind dreizählig. Die Blüten sind gelblich, gelbgrün oder etwas weißlich und haben einen Durchmesser von 1,8 bis 2 Millimetern. Die Tepalen sind bei einer Länge von 1,5 bis 2 Millimetern sowie einer Breite von 0,7 bis 1 Millimetern eiförmig mit stumpfem oder spitzem oberen Ende. Die Staubfäden sind etwa 1,5 Millimeter lang und flach. Die Staubbeutel sind gelb. Der Fruchtknoten ist 2,5 bis 3 Millimeter lang und 1,8 bis 2 Millimeter breit mit konischem oberen Ende und sehr kleiner Narbe.
Die gelblichen Beeren sind bei einer Länge von 3 bis 3,5 Millimetern sowie einer Breite von 2,2 bis 2,5 Millimetern eiförmig bis kugelig.

### Chromosomensatz
Es liegt immer Diploidie mit der Chromosomenzahl 2n = 24 vor.

## Vorkommen
Der Zwerg-Kalmus kommt ursprünglich vom östlichen Himalaja bis Japan und den Philippinen vor. Es gibt ursprüngliche Vorkommen in Russlands Fernem Osten, Japan, Korea, Bangladesch, Kambodscha, Laos, Myanmar, Vietnam, Thailand, Taiwan, Tibet, der inneren Mongolei, Xinjiang, in vielen chinesischen Provinzen China, und auf den Philippinen. Im Vereinigten Königreich und in Virginia ist Acorus gramineus ein Neophyt.

## Taxonomie
Die Erstveröffentlichung von Acorus gramineus erfolgte 1789 durch Daniel Carl Solander in William Aiton: Hortus Kewensis; or, a catalogue ..., Band 1, Seite 474. Synonyme für Acorus gramineus Sol. ex Aiton sind: Acorus calamus Loureiro, Acorus humilis Salisbury, Acorus pusillus Siebold, Acorus gramineus var. pusillus (Siebold) Engl., Acorus gramineus var. macrospadiceus Yamam., Acorus gramineus var. japonica M.Hotta, Acorus macrospadiceus (Yamam.) F.N.Wei & Y.K.Li, Acorus xiangyeus Z.Y.Zhu.

## Nutzung
Der Zwerg-Kalmus wird auch als Zierpflanze genutzt. Die Rhizome werden in Japan als Gemüse verzehrt.